# ベイリー郡 (テキサス州)
ベイリー郡（ベイリーぐん、英: Bailey County）は、アメリカ合衆国テキサス州の北部に位置する郡である。2010年国勢調査での人口は7,165人であり、2000年の6,594人から8.7％増加した。郡庁所在地はミュールシュー市（人口5,158人）であり、同郡で人口最大の都市でもある。郡名はアラモ砦を守っていたピーター・ジェイムズ・ベイリーに因んで名付けられた。
ベイリー郡は州内に30ある禁酒郡（ドライ）の1つである。
郡内にはミュールシュー国立野生生物保護区があり、1935年に設立された州内では最古の保護区である。
ベイリー郡の歴史はミュールシュー市のアメリカ国道70号線と64号線に近いミュールシュー歴史遺産センターで見ることができる。

## 地理
アメリカ合衆国国勢調査局に拠れば、郡域全面積は827平方マイル (2,141.9 km2)であり、このうち陸地827平方マイル (2,141.9 km2)、水域は1平方マイル (2.6 km2)で水域率は0.08％である。

### 主要高規格道路
- アメリカ国道70号線
- アメリカ国道84号線
- テキサス州道214号線

### 隣接する郡
- パーマー郡 - 北
- ラム郡 - 東
- コクラン郡 - 南
- ルーズベルト郡 (ニューメキシコ州) - 西
- カリー郡 (ニューメキシコ州) - 北西

### 国立保護地域
- グルラ国立野生生物保護区（部分）
- ミュールシュー国立野生生物保護区

## 人口動態
以下は2000年の国勢調査による人口統計データである。
| 基礎データ - 人口: 6,594人 - 世帯数: 2,348 世帯 - 家族数: 1,777 家族 - 人口密度: 3人/km2（8人/mi2） - 住居数: 2,738軒 - 住居密度: 1軒/km2（3軒/mi2） 人種別人口構成 - 白人: 66.68% - アフリカン・アメリカン: 1.27% - ネイティブ・アメリカン: 0.65% - アジア人: 0.14% - その他の人種: 28.60% - 混血: 2.65% - ヒスパニック・ラテン系: 47.30% 年齢別人口構成 - 18歳未満: 30.3% - 18-24歳: 8.6% - 25-44歳: 24.7% - 45-64歳: 21.2% - 65歳以上: 15.2% - 年齢の中央値: 35歳 - 性比（女性100人あたり男性の人口） - 総人口: 96.0 - 18歳以上: 94.1 | 世帯と家族（対世帯数） - 18歳未満の子供がいる: 37.1% - 結婚・同居している夫婦: 64.9% - 未婚・離婚・死別女性が世帯主: 7.5% - 非家族世帯: 24.3% - 単身世帯: 22.3% - 65歳以上の老人1人暮らし: 12.8% - 平均構成人数 - 世帯: 2.78人 - 家族: 3.28人 収入と家計 - 収入の中央値 - 世帯: 27,9010米ドル - 家族: 32,898米ドル - 性別 - 男性: 25,150米ドル - 女性: 18,309米ドル - 人口1人あたり収入: 12,979米ドル - 貧困線以下 - 対人口: 16.7% - 対家族数: 13.5% - 18歳未満: 20.4% - 65歳以上: 12.6% |

## 都市と町
- ブラ
- エノックス
- メイプル
- ミュールシュー - 郡庁所在地
- ニードモア
- バージニアシティ

## 教育
ベイリー郡の大半はミュールシュー独立教育学区が管轄しており、隣の郡にまで及んでいる。フェアウェル独立教育学区とスーダン独立教育学区が近くの郡を本拠にしており、ベイリー郡の小部分を管轄している。